# Шингоби (тауншип, Миннесота)
Шингоби (англ. Shingobee) — тауншип в округе Касс, Миннесота, США. На 2000 год его население составило 1745 человек.

## География
По данным Бюро переписи населения США площадь тауншипа составляет 185,9 км², из которых 139,1 км² занимает суша, а 46,8 км² — вода (25,16 %).

## Демография
По данным переписи населения 2000 года здесь находились 1745 человек, 652 домохозяйства и 487 семей.  Плотность населения —  12,5 чел./км².  На территории тауншипа расположено 1194 постройки со средней плотностью 8,6 построек на один квадратный километр. Расовый состав населения: 84,01 % белых, 0,40 % афроамериканцев, 13,70 % коренных американцев, 0,11 % азиатов, 0,40 % — других рас США и 1,38 % приходится на две или более других рас. Испанцы или латиноамериканцы любой расы составляли 1,15 % от популяции тауншипа.
Из 652 домохозяйств в 27,5 % воспитывались дети до 18 лет, в 62,6 % проживали супружеские пары, в 6,6 % проживали незамужние женщины и в 25,3 % домохозяйств проживали несемейные люди. 22,2 % домохозяйств состояли из одного человека, при том 9,5 % из — одиноких пожилых людей старше 65 лет. Средний размер домохозяйства — 2,44, а семьи — 2,81 человека.
22,8 % населения — младше 18 лет, 4,0 % — в возрасте от 18 до 24 лет, 21,9 % — от 25 до 44, 31,0 % — от 45 до 64, и 20,2 % — старше 65 лет. Средний возраст — 46 лет. На каждые 100 женщин приходилось 108,0 мужчин.  На каждые 100 женщин старше 18 приходилось 106,3 мужчин.
Средний годовой доход домохозяйства составлял 41 818 долларов, а средний годовой доход семьи —  46 964 доллара. Средний доход мужчин —  31 350  долларов, в то время как у женщин — 24 219. Доход на душу населения составил 20 407 долларов. За чертой бедности находились 7,8 % семей и 13,0 % всего населения тауншипа, из которых 14,9 % младше 18 и 19,0 % старше 65 лет.